# Sân bay Rạch Giá
Sân bay Rạch Giá nằm ở phường Rạch Giá, tỉnh An Giang, Việt Nam, thuộc sự quản lý của Tổng công ty Cảng hàng không Việt Nam-CTCP (ACV).

## Vị trí địa lý
Cảng hàng không Rạch Giá thuộc địa phận phường Vĩnh Lợi, thành phố Rạch Giá, tỉnh Kiên Giang, ở cách trung tâm thành phố Rạch Giá 7 km về phía Nam, cách chợ Rạch Sỏi 1 km về phía Đông; phía Đông và phía Tây Nam Cảng hàng không là ruộng lúa ao hồ, phía Bắc giáp quốc lộ 80 (đường Cách mạng tháng Tám).

## Lịch sử
Sân bay được thực dân Pháp xây dựng từ những năm 50 thế kỉ trước khi trở lại chiếm đóng Nam Bộ. Chức năng chính của sân bay lúc bấy giờ là đảm bảo liên lạc hành chính giữa Sài Gòn và miền Tây Nam bộ.
Đầu năm 1960, Mỹ tiếp tục hoàn chỉnh xây dựng Cảng hàng không Rạch Giá thành một trong những căn cứ của Hàng không dân dụng, sử dụng chính cho mục đích quân sự với tổng diện tích là 489.200m2, đường hạ cất cánh dài 1170m x 30m, đường lăn vuông góc với đường hạ cất cánh dài 85m x 15m, sân đậu rộng 5.500m2, nhà ga có diện tích 60m2.
Thời gian đầu sau giải phóng, Cảng hàng không phục vụ chủ yếu cho hoạt động về nông nghiệp, vận chuyển cho các nông trường Mỹ Lâm; Bình Sơn 1, 2, 3 vận chuyển bởi các loại máy bay như DC3, AN2, LI 14. Năm 1979, diện tích Cảng hàng không được mở rộng thành 32.875m2.
Ngày 10/5/2021, sân bay phối hợp với Trung tâm kiểm soát bệnh tật tỉnh Kiên Giang và các đơn vị liên quan tổ chức tiêm vắc xin phòng Covid-19 cho toàn thể cán bộ, nhân viên và các đơn vị đang hoạt động tại Cảng.

## Hạ tầng kỹ thuật[1]

### Đường cất hạ cánh (CHC):
Cảng hàng không Rạch Giá có 01 đường CHC, có hướng địa lý 078° - 258°; cửa ra, vào 08/26; kích thước 1.500m x 30m; mặt đường phủ bê tông nhựa;
- Lề đường CHC có kích thước: 1.500m x 30m;
- Hai dải hãm phanh đầu bằng bê tông nhựa, kích thước: 46m x 47m;
- Bảo hiểm đầu CHC 08: 90m x 90m;
- Bảo hiểm đầu CHC 26: 90m x 90m;
- Dải bảo hiểm hai bên sườn đường CHC: 1.500m x 80m;
- Tọa độ đầu thềm đường CHC (theo hệ WGS-84):
  - Đầu 08 (mức cao 1,73m): 09°57′23,2863″B 105°07′40,3311″Đ / 9,95°B 105,11667°Đ.
  - Đầu 26 (mức cao 1,60m): 09°57′35,4618″B 105°08′28,0581″Đ / 9,95°B 105,13333°Đ.
- Độ dốc trung bình đường CHC là 0,02% và độ dốc ngang là 1,5%.

### Đường lăn:
Cảng hàng không Rạch Giá có 01 đường lăn vuông góc với đường CHC, nối đường CHC với sân đỗ tàu bay; kích thước 85m x 15m; mặt đường phủ bê tông nhựa, sức chịu tải: 21,5 tấn; lề bảo hiểm rộng 14m.

### Sân đậu tàu bay:
Cảng hàng không Rạch Giá có 01 sân đậu tàu bay bằng bê tông nhựa, kích thước 200m x 76m, bảo đảm 04 vị trí đỗ cho tàu bay; sức chịu tải 21,5 tấn.

### Nhà ga hành khách:
Nhà ga Cảng hàng không Rạch Giá có diện tích 52,4m x 47,7m = 2.502m2, gồm 02 tầng:
- Tầng 1: Bao gồm ga đi, ga đến, phòng VIP, phòng kế hoạch bay, phòng hành lý thất lạc, khu vực làm thủ tục, khu vực kiểm tra an ninh, khu vực bán hàng;
- Tầng 2: Bao gồm khu vực cách ly (phòng chờ), phòng hút thuốc, phòng họp và khu vực vệ sinh.

## Công suất hiện tại
- Năm 2005, phục vụ 36.744 lượt hành khách đi đến.
- Năm 2006, phục vụ 38.000 lượt hành khách đi đến.
- Năm 2007, phục vụ 40.000 lượt hành khách đi đến.

## Định hướng phát triển
Theo Quyết định phê duyệt quy hoạch tổng thể Cảng hàng không Rạch Giá - Tỉnh Kiên Giang giai đoạn đến 2015, định hướng đến 2025 của Bộ Giao thông vận tải, Cảng Hàng không Rạch Giá đến năm 2015 sẽ là cảng hàng không cấp 3C (theo mã chuẩn của Tổ chức hàng không dân dụng quốc tế ICAO) và sân bay quân sự cấp II, đảm bảo tiếp nhận các loại máy bay như ATR-72, Forker 70, Embraer E195 và tương đương; Kéo dài đường hạ cất cánh đạt kích thước 1900m x 30m; Mở rộng sân đỗ có diện tích 11.500m² và xây mới nhà ga hành khách công suất 200 hành khách/giờ cao điểm. Lượng hành khách tiếp nhận là 200.000 lượt hành khách/năm.

## Tuyến bay
| Hãng hàng không | Điểm đến              |
| --------------- | --------------------- |
| VASCO           | Thành phố Hồ Chí Minh |